# シャミル・ボルチャシビリ
シャミル・ボルチャシビリ（Shamil Borchashvili　1995年6月9日- ）はオーストリアの柔道選手。ロシア・チェチェン出身。階級は81kg級。

## 経歴
2018年のヨーロッパオープン・グラスゴー81kg級で優勝した。2019年のヨーロッパ競技大会団体戦とグランプリ・タシュケントで3位になった。2021年のグランドスラム・トビリシでは2位だった。7月に日本武道館で開催された東京オリンピックでは伏兵ながら3回戦で元世界チャンピオンのサギ・ムキを破るなどして準決勝まで進むと、同じく元世界チャンピオンであるモンゴルのサイード・モラエイに敗れたものの、3位決定戦には勝利して銅メダルを獲得した。2022年の世界選手権では3位だった。
IJF世界ランキングは2792ポイント獲得で22位(24/4/22現在)。

## 主な戦績
- 2018年 - ヨーロッパオープン・グラスゴー　優勝
- 2019年 - ヨーロッパ競技大会　団体戦　3位
- 2019年 - グランプリ・タシュケント　3位
- 2019年 - ワールドマスターズ　7位
- 2021年 - グランドスラム・トビリシ　2位
- 2021年 -　東京オリンピック　3位
- 2022年 -　グランドスラム・ウランバートル　2位
- 2022年 -　世界選手権　3位
- 2023年 -　グランドスラム・タシケント　2位
- 2023年 -　グランプリ・リンツ　優勝
- 2023年 -　グランドスラム・バクー　2位
- 2024年 -　グランドスラム・タシケント　2位
- 2024年 -　ヨーロッパ選手権 3位

(出典)